# استرپتولیزین
استرپتولیزین‌ها دو اگزوتوکسین هوموژن از استرپتوکوکوس پیوژنز هستند. دو نوع آن، استرپتولیزین O (SLO; slo) و استرپتولیزین S (SLS; sagA) هستند.